# Кіклади
37°00′ пн. ш. 25°06′ сх. д. / 37.00° пн. ш. 25.10° сх. д.
Кікла́ди (грец. Κυκλάδες) — архіпелаг і ном в південній частині Егейського моря у Греції. Архіпелаг складається з 56 великих і малих островів (невеликих скель нараховується близько 220) загальною площею 2 572 км².
Столиця Кіклад — місто Ермуполіс, розташоване на острові Сірос — важливому комерційному та корабельному центрі Егейського моря.
Архіпелаг лежить на схід від Пелопоннеса, на південний схід від узбережжя Аттики. Межує на сході із західною акваторією островів Самос та Ікарія, на півдні з Критським морем.

## Походження назви
Своєю назвою Кіклади зобов'язані слову «кіклос» — ті, що лежать колом, оскільки острови утворюють кільце навколо священного острова Делос, відомого як місце народження Артеміди й Аполлона. Згідно з легендою Кіклади були створені Посейдоном, який, ударивши по горах своїм тризубом, розкидав їхні осколки по Егейському морю.

## Географія

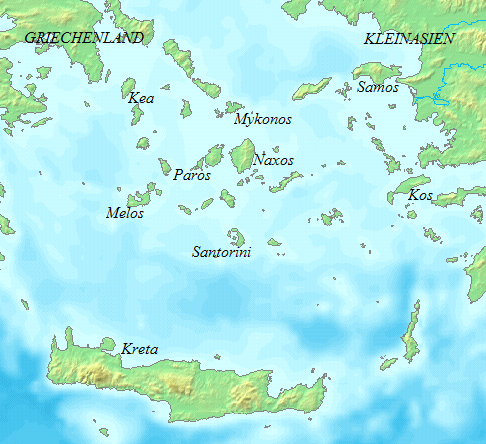
Кікладські острови на мапі Егейського моря

Геологи пояснюють сьогоднішній вигляд Кіклад частими рухами земної кори, в результаті яких великі ділянки суходолу потонули у морі. Існує також думка, що однією з таких частин був зниклий материк Атлантида.
Клімат Кіклад сухий середземноморський, середньорічна температура приблизно 18 — 19 °C. Зими м'які, а літо прохолодне через сезонні вітри пасати.
Резервати на островах Андимілос, Еримомілос.

### Перелік островів
Умовно архіпелаг можна поділити на:
- Північні Кіклади — Андрос, Тінос, Сірос, Міконос, Делос;
- Центральні Кіклади — Антипарос, Парос, Наксос, Малі Кіклади, Аморгос;
- Південні Кіклади — Фолегандрос, Сікінос, Іос, Анафі, Санторін, Тірасія;
- Західні Кіклади — Кеа, Кіфнос, Кімолос, Мілос, Серіфос, Сіфнос.

## Історія
В давнину Кіклади, нині голі скелясті острови, були вкриті лісами. За даними археологічних розкопок встановлено, що найбільші з островів, а саме: Наксос, Парос, Андрос, Тінос — в давнину були заселені іонійцями; острови Мілос, Феру (нині Санторін) та Антипарос заселяли дорійці.
Острови зі стародавніх часів були відомі всьому середземномор'ю, в першу чергу, родовищами мармуру (Наксос, Парос), обсидіану (Мелос), червоного глинистого залізняка (Кеос), наждаку (Наксос), що широко використався в обробці дорогоцінних каменів.
Кіклади — батьківщина однієї з найзначніших середземноморських цивілізацій, названої на її честь Кікладською. Розквіт цієї цивілізації припав на проміжок між 3500 і 1000 роками до н. е.

## Муніципалітети і комуни
| Муніципалітет | YPES код | Місцева влада (якщо відрізняється) | Поштовий код | Тел. код |
| ------------- | -------- | ---------------------------------- | ------------ | -------- |
| Аморгос       | 3101     |                                    | 840 08       | 22850-2  |
| Андрос        | 3103     |                                    | 845 00       | 22820-2  |
| Ано-Сірос     | 3105     |                                    | 841 00       | 22810-8  |
| Дрімалія      | 3107     | Халкіо (о-в Наксос)                | 843 02       | 22850    |
| Ермуполі      | 3109     |                                    | 841 00       | 22810-2  |
| Ексомвурга    | 3108     | Камбос                             | 842 00       | 22850-5  |
| Іос           | 3112     |                                    | 840 01       | 22860-9  |
| Кеа           | 3113     | Іуліс                              | 840 02       | 22880-2  |
| Кортіо        | 3115     | Ормос                              | 845 02       | 22820-6  |
| Кіфнос        | 3117     |                                    | 840 06       | 22810-3  |
| Мілос         | 3118     |                                    | 848 00       | 22870-2  |
| Міконос       | 3119     |                                    | 846 00       | 22890-2  |
| Наксос        | 3120     |                                    | 843 00       | 22850-2  |
| Парос         | 3123     |                                    | 844 00       | 22840-2  |
| Посідонія     | 3124     |                                    | 841 00       | 22810-4  |
| Санторіні     | 3111     |                                    | 847 00       | 22860-2  |
| Серіфос       | 3125     |                                    | 840 02       | 22810-5  |
| Сіфнос        | 3127     |                                    | 840 03       | 22840-3  |
| Тінос         | 3129     |                                    | 842 00       | 22830-2  |
| Ідруса        | 3130     | Гавріо                             | 845 01       | 22820-7  |
| Комуна        | YPES код | Місцева влада (якщо відрізняється) | Поштовий код | Тел. код |
| Анафі         | 3102     |                                    | 840 09       | 22860-6  |
| Антипарос     | 3104     |                                    | 840 07       | 22840-6  |
| Донуса        | 3106     |                                    | 843 00       | 22850-5  |
| Фолегандрос   | 3131     |                                    | 840 11       | 22860    |
| Іраклія       | 3110     |                                    | 843 00       | 22870-7  |
| Кімолос       | 3114     |                                    | 840 04       | 22870-5  |
| Куфонісі      | 3116     |                                    | 843 00       | 22870-7  |
| Ія            | 3121     |                                    | 847 02       | 22860-7  |
| Панормос      | 3122     |                                    | 842 01       | 22830-3  |
| Схінусса      | 3128     |                                    | 843 00       | 22870-7  |
| Сікінос       | 3126     |                                    | 840 10       | 22860-5  |